# 晴空物語Online

《晴空物語》是由台灣傳奇網路所研發的一款大型多人在线角色扮演游戏，故事描述位於世界中心的南北大陸所發生的戰事。在《晴空物語》的世界，每個種族都是遠古神獸的後代，玩家在戰鬥過程中可以累積特殊的能量，當能量值滿時，將可在短暫的時間內，讓體內的神獸血統覺醒，化身為擁有強大力量的神獸給予敵人致命一擊。

該作品在2011年6月30日萬人封測，緊接著07月7日公開測試。日本、星馬、香港、泰國等多個國家或地區已由不同的代理商代理發行。

## 外部連結
- 晴空物語官方網站 （页面存档备份，存于）
- 晴空物語官方部落格 （页面存档备份，存于）
- 巴哈姆特晴空物語哈拉版 （页面存档备份，存于）